# Jadyel Alencar
Jadyel Silva Alencar, conhecido como Jadyel da Jupi (Teresina, 23 de julho de 1987) é um empresário e político brasileiro filiado ao Republicanos .

## Carreira política
Nas eleições estaduais de 2022, foi eleito pelo Partido Verde (PV), á deputado federal  á uma cadeira na Câmara dos Deputados para a  57° legislatura  com 83.175 votos.

## Controvérsias

### Impunidade a políticos acusados de assassinato
Em 10 de abril de 2024, Jadyel da Jupi foi um dos deputados federais que votou no plenário da Câmara dos Deputados em favor da soltura do deputado Chiquinho Brazão que é acusado pela Polícia Federal de ser mandante do assassinato da ex-vereadora carioca Marielle Franco e, também, de possuir vínculos com organizações criminosas milicianas do Rio de Janeiro.